# Concord (New York)
Pour les articles homonymes, voir Concord.
Concord est une ville située dans le comté d'Érié, dans l'État de New York, aux États-Unis,. En 2010, elle comptait une population de 8 494 habitants.

## Démographie
Lors du recensement de 2010, la ville comptait une population de 8 494 habitants.